# Regolamento di conti
Regolamento di conti (Les hommes) è un film del 1973 diretto da Daniel Vigne.

## Trama
Fantoni, un gangster dell'ambiente corso, ha scontato una pena per un crimine che non ha commesso, l'omicidio di un padrino mafioso. Dopo la scarcerazione si vendica e liquida i suoi ex soci. Il Milieu non tollera che Fantoni attacchi i suoi e ne ordina l'assassinio. Vinci, amico di lunga data di Fantoni, è incaricato del compito.

## Produzione
Il film è ispirato alla vera storia dall'affaire du Combinatie, una nave carica di sigarette di contrabbando che nel 1952 causò una sanguinosa faida per il suo possesso tra le bande corse di Marsiglia.

## Distribuzione
Il film fu distribuito in Francia nel marzo 1973 e in Italia nel giugno successivo.
In Italia fu negata la visione ai minori di 14 anni "in considerazione del fatto che l'opera contiene numerose scene di violenza verso uomini rappresentate in forma particolarmente impressionante e presenta crimini in forma tale da indurre all'imitazione" consentendo così all'opera di non subire tagli. Nella nuova revisione del 2009, atta alla rimozione del divieto e conseguente trasmissione televisiva, furono invece apportati tre tagli nelle scene ritenute più violente per un totale di 34 secondi.

## Accoglienza

### Critica
(Achille Valdata, La Stampa, 21 giugno 1973)
(Roberto Alemanno, l'Unità, 20 luglio 1973)